# Лидћепинг
Лидћепинг (швед. Lidköping) град је у Шведској, у југозападном делу државе. Град је у оквиру Вестра Јеталанд округа и једно од значајнијих средишта округа. Лидћепинг је истовремено и седиште истоимене општине.

## Природни услови
Град Лидћепинг се налази у југозападном делу Шведске и Скандинавског полуострва. Од главног града државе, Стокхолма, град је удаљен 360 км западно. Од првог већег града, Гетеборга, град се налази 130 км североисточно.
Лидћепинг се развио на обали највећег шведског језера Ветерн. Град се налази на његовој јужној обали, на месту где се река Лидан утиче у језеро. Градско подручје је равничарско, са надморском висином од 40-50 м.

## Историја
Подручје Лидћепинга било је насељено још у време праисторије. Насеље, које се образовало у средњем веку, добило је градска права 1446. године.
Град је задесио велики пожар 1846. године, у коме је већи део дотадашњег града уништен. Нови град је изграђен по правилној уличној мрежи. Отприлике истовремено почиње индустријализација и долази до градње железнице, што је донело благостање месном становништву. Ово благостање траје и дан-данас.

## Становништво
Лидћепинг је данас град средње величине за шведске услове. Град има око 26.000 становника (податак из 2010. г.), а градско подручје, тј. истоимена општина има око 38.000 становника (податак из 2012. г.). Последњих деценија број становника у граду лагано расте.
До средине 20. века Лидћепинг су насељавали искључиво етнички Швеђани. Међутим, са јачањем усељавања у Шведску, становништво града је постало шароликије, али мање него у случају већих градова у држави.

## Привреда
Данас је Лидћепинг савремени град са посебно развијеном индустријом. Последње две деценије посебно се развијају трговина, услуге и туризам.
На ивици града постоји модеран ауто камп са рестораном и мини голф тереном. У граду се доста рестаурира америчких старих аутомобила (олдајмера) који се исто возе и по граду.

## Галерија
- Поглед на Лидћепинг из ваздуха
- Град и река Лидан
- Главна градска црква., Црква светог Николе
- Градска кућа Лидћепинга